# 세인트루이스 블루스

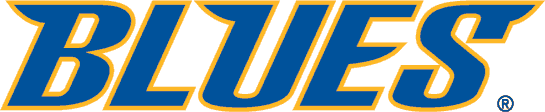

세인트루이스 블루스(영어: St. Louis Blues)는 미국 미주리주 세인트루이스에 소재한 프로 아이스하키 팀이다. 이 팀은 1967년에 창단되었으며, 현재 NHL 서부 콘퍼런스 센트럴 디비전에 속해있다. 2019년에 우승하여 수상까지 받고 또한 이를 축하하기 위해 로라 브래니건의 Gloria라는 노래가 나올 정도로 큰 화젯거리를 만들었던 사례가 있다.

## 역대 홈경기장
| 경기장              | 사용기간      | 수용인원 | 장소                  | 비고                                                                                 |
| ------------------- | ------------- | -------- | --------------------- | ------------------------------------------------------------------------------------ |
| 세인트루이스 아레나 | 1967년~1994년 | 17,188명 | 미주리주 세인트루이스 | 체커돔(1977년~1983년)                                                                |
| 엔터프라이즈 센터   | 1994년~현재   | 19,150명 | 미주리주 세인트루이스 | 키엘 센터(1994년~2000년) 사비스 센터(2000년~2006년) 스콧트레이드 센터(2006년~2018년) |

## 영구 결번
| 번호 | 선수명            | 포지션   | 활동 기간     | 지정일           |
| ---- | ----------------- | -------- | ------------- | ---------------- |
| 2    | 알 매키니스       | 수비수   | 1994년~2004년 | 2006년 4월 9일   |
| 3    | 밥 개소프         | 수비수   | 1974년~1977년 | 1977년 10월 1일  |
| 5    | 밥 플레이거       | 수비수   | 1967년~1978년 | 2017년 2월 2일   |
| 8    | 바클레이 플레이거 | 수비수   | 1967년~1977년 | 1981년 3월 24일  |
| 11   | 브라이언 서터     | 레프트윙 | 1976년~1988년 | 1988년 12월 30일 |
| 16   | 브렛 헐           | 라이트윙 | 1987년~1998년 | 2006년 12월 5일  |
| 24   | 버니 페더코       | 센터     | 1976년~1989년 | 1991년 3월 16일  |

상기 등번호 외에, NHL은 2000년 NHL 올스타전에서 웨인 그레츠키의 99번을 블루스를 포함한 리그 전 구단 결번으로 지정했다. 그레츠키는 1996년 블루스에서 뛴 바가 있으나, 블루스는 리그 결번 지정 전에 그레츠키의 등번호를 결번하지 않았다.
2020년 2월 8일, 블루스는 2020-21시즌에 크리스 프롱거의 등번호 44번을 결번할 것이라 발표했다. 하지만 13 개월 후 다음 시즌으로 연기했다. 블루스는 2022년 1월 17일에 결번하겠다고 발표했다.